# Wytheville
Wytheville és una població dels Estats Units a l'estat de Virgínia. Segons el cens del 2000 tenia 7.804 habitants.

## Demografia
Segons el cens del 2000, Wytheville tenia 7.804 habitants, 3.504 habitatges, i 2.112 famílies. La densitat de població era de 211,2 habitants per km².
Dels 3.504 habitatges en un 22,9% hi vivien nens de menys de 18 anys, en un 43,4% hi vivien parelles casades, en un 13,6% dones solteres, i en un 39,7% no eren unitats familiars. En el 36,2% dels habitatges hi vivien persones soles el 16,3% de les quals corresponia a persones de 65 anys o més que vivien soles. El nombre mitjà de persones vivint en cada habitatge era de 2,11 i el nombre mitjà de persones que vivien en cada família era de 2,72.
Per edats la població es repartia de la següent manera: un 19,3% tenia menys de 18 anys, un 6,9% entre 18 i 24, un 25,3% entre 25 i 44, un 25,6% de 45 a 60 i un 22,8% 65 anys o més.
L'edat mediana era de 44 anys. Per cada 100 dones de 18 o més anys hi havia 75,2 homes.
La renda mediana per habitatge era de 28.043$ i la renda mediana per família de 41.513$. Els homes tenien una renda mediana de 28.160$ mentre que les dones 21.282$. La renda per capita de la població era de 20.223$. Entorn del 10% de les famílies i el 14,6% de la població estaven per davall del llindar de pobresa.

## Poblacions més properes
El següent diagrama mostra les poblacions més properes.